# Giải Cánh diều cho thiết kế mỹ thuật
Giải Cánh diều cho thiết kế mỹ thuật xuất sắc đôi lúc được báo chí gọi là Họa sĩ thiết kế xuất sắc hay Họa sĩ xuất sắc. Đây là một giải nằm trong một số hạng mục chính của giải thường điện ảnh thường niên Giải Cánh diều. Giải thiết kế mỹ thuật được trao cho các họa sĩ, những người phụ trách thiết kế bối cảnh bắt đầu được trao từ năm 2005 với các đề cử hạng mục Phim truyện điện ảnh.
Một giải thưởng tương tự là Họa sĩ xuất sắc được trao cho hạng mục Phim hoạt hình bắt đầu trao giải từ năm 2018 với Nguyễn Thị Hồng Linh là người đầu tiên được nhận giải thưởng này.

## Danh sách nhận giải

### Thập niên 2000
| Năm              | Người thắng giải    | Phim                             | Chú thích |
| ---------------- | ------------------- | -------------------------------- | --------- |
| (Lần thứ 3) 2005 | Phạm Quang Vĩnh (1) | Hàng xóm và Tiếng cồng định mệnh | [ 1 ]     |
| (Lần thứ 4) 2006 | Nguyễn Ngọc Tuân    | Giải phóng Sài Gòn               | [ 5 ]     |
| (Lần thứ 5) 2007 | Phạm Quang Vĩnh (2) | Hà Nội, Hà Nội                   | [ 6 ]     |
| (Lần thứ 6) 2008 | Mã Phi Hải (1)      | Nụ hôn thần chết                 | [ 7 ]     |
| (Lần thứ 7) 2009 | Mã Phi Hải (2)      | Trăng nơi đáy giếng              | [ 8 ]     |

### Thập niên 2010
| Năm               | Hạng mục       | Người thắng giải                   | Phim                         | Chú thích     |
| ----------------- | -------------- | ---------------------------------- | ---------------------------- | ------------- |
| (Lần thứ 8) 2010  | Phim điện ảnh  | Phạm Quốc Trung                    | Đừng đốt                     | [ 2 ]         |
| (Lần thứ 9) 2011  | Phim điện ảnh  | Nguyễn Trung Hoan, Nguyễn Mạnh Đức | Long thành cầm giả ca        | [ 3 ]         |
| (Lần thứ 10) 2012 | Phim điện ảnh  | Mã Phi Hải (3)                     | Lời nguyền huyết ngải        | [ 9 ]         |
| (Lần thứ 11) 2013 | Phim điện ảnh  | Phạm Quang Vĩnh (3)                | Mùa hè lạnh                  | [ 10 ]        |
| (Lần thứ 12) 2014 | Phim điện ảnh  | Ngô Phước Trường                   | Thần tượng                   | [ 11 ] [ 12 ] |
| (Lần thứ 12) 2014 | Phim điện ảnh  | Nguyễn Nguyên Vũ (1)               | Những người viết huyền thoại | [ 11 ] [ 12 ] |
| (Lần thứ 13) 2015 | Phim điện ảnh  | Đinh Quang Hiếu, Nguyễn Trung Phan | Thầu chín ở Xiêm             | [ 13 ]        |
| (Lần thứ 14) 2016 | Phim điện ảnh  | NSND Phạm Quốc Trung (2)           | Nhà tiên tri                 | [ 14 ]        |
| (Lần thứ 15) 2017 | Phim điện ảnh  | Nguyễn Anh Thao                    | Sài Gòn, anh yêu em          | [ 15 ]        |
| (Lần thứ 16) 2018 | Phim điện ảnh  | Trịnh Thiên Thanh                  | Yêu đi, đừng sợ!             | [ 16 ]        |
| (Lần thứ 16) 2018 | Phim hoạt hình | Nguyễn Thị Hồng Linh (1)           | Bí mật những đứa trẻ         | [ 17 ]        |
| (Lần thứ 17) 2019 | Phim điện ảnh  | Lê Ngọc Quốc Bảo                   | Tháng năm rực rỡ             | [ 18 ]        |
| (Lần thứ 17) 2019 | Phim hoạt hình | Bùi Mạnh Quang                     | Truyền thuyết thác Pongour   | [ 19 ] [ 20 ] |

### Thập niên 2020
| Năm               | Hạng mục       | Người thắng giải            | Phim                                          | Chú thích     |
| ----------------- | -------------- | --------------------------- | --------------------------------------------- | ------------- |
| (Lần thứ 18) 2020 | Phim điện ảnh  | Nguyễn Minh Đương (1)       | Hai Phượng                                    | [ 21 ]        |
| (Lần thứ 18) 2020 | Phim hoạt hình | Hà Huy Hoàng, Đoàn Anh Kiệt | Tàn thể tiền truyện                           | [ 21 ]        |
| (Lần thứ 19) 2021 | Phim điện ảnh  | Phạm Hùng                   | Gái già lắm chiêu V: Những cuộc đời vương giả | [ 22 ]        |
| (Lần thứ 19) 2021 | Phim hoạt hình | (nhóm họa sĩ)               | Người thầy của muôn đời                       | [ 23 ]        |
| (Lần thứ 20) 2022 | Phim điện ảnh  | Nguyễn Nguyên Vũ (2)        | Bình minh đỏ                                  | [ 24 ] [ 25 ] |
| (Lần thứ 20) 2022 | Phim hoạt hình | Nguyễn Thị Hồng Linh (2)    | Bà của Đỗ Đỏ                                  | [ 24 ] [ 25 ] |
| (Lần thứ 20) 2022 | Phim hoạt hình | NSƯT Lê Bình (1)            | Bí mật của khu vườn                           | [ 24 ] [ 25 ] |
| (Lần thứ 21) 2023 | Phim điện ảnh  | Nguyễn Minh Đương (2)       | Chị chị em em 2                               | [ 26 ] [ 27 ] |
| (Lần thứ 21) 2023 | Phim hoạt hình | NSƯT Lê Bình (2)            | Tái sinh và Sự tích cây Nêu ngày tết          | [ 26 ] [ 27 ] |